# Lušnjaški distrikt
Lushnjëški distrikt (albanski: Rrethi i Lushnjës) je jedan od 36 distrikata u Albaniji, dio Fierskog okruga. Po procjeni iz 2004. ima oko 143.000 stanovnika, a pokriva područje od 712 km². 
Nalazi se na središnjem dijelu Albanske jadranske obale, a sjedište mu je grad Lushnjë. Distrikt se sastoji od sljedećih općina:
- Allkaj
- Ballagat
- Bubullimë
- Divjakë
- Dushk
- Fier-Shegan
- Golem
- Grabian
- Gradishtë
- Hysgjokaj
- Karbunarë
- Kolonjë
- Krutje
- Lushnjë
- Rremas
- Tërbuf